# Jefferson, New Hampshire
Jefferson är en kommun (town) i Coos County i delstaten New Hampshire, USA med cirka 1 006 invånare (2000).

## Kända personer från Jefferson
- Harris M. Plaisted, militär och politiker